# Paracatu
Paracatu est une municipalité brésilienne de l'État du Minas Gerais et la microrégion de Paracatu.

## Personnalités liées à Paracatu
- John Ulhoa (1966-), musicien et producteur de musique brésilien